# Гужівська сільська рада
Гужі́вська сільська́ ра́да — адміністративно-територіальна одиниця та орган місцевого самоврядування в Ічнянському районі Чернігівської області. Адміністративний центр — село Гужівка.

## Загальні відомості
- Територія ради: 42,057 км²
- Населення ради: 977 осіб (станом на 2001 рік)

Гужівська сільська рада зареєстрована 1921 року. Стала однією з 27-ти сільських рад Ічнянського району і одна з 8-ми, яка складається з одного населеного пункту.
На території сільради діє Гужівська ЗОШ І-ІІІ ст. та Гужівський ДНЗ.

## Населені пункти
Сільській раді були підпорядковані населені пункти:
- с. Гужівка

## Склад ради
Рада складалася з 12 депутатів та голови.
- Голова ради: Івченко Володимир Іванович
- Секретар ради: Теребун Ольга Іванівна

### Керівний склад попередніх скликань
| Прізвище, ім'я, по батькові | Основні відомості                                                         | Дата обрання | Дата звільнення |
| --------------------------- | ------------------------------------------------------------------------- | ------------ | --------------- |
| Івченко Володимир Іванович  | Сільський голова, 1965 року народження, освіта вища, безпартійний         | 26.03.2006   | 31.10.2010      |
| Івченко Володимир Іванович  | Сільський голова, 1965 року народження, освіта вища, член Партії регіонів | 31.10.2010   |                 |

Примітка: таблиця складена за даними сайту Верховної Ради України

### Депутати
За результатами місцевих виборів 2010 року депутатами ради стали:

#### За суб'єктами висування
| Суб'єкт висування                                       | Кількість обраних депутатів | %   |
| ------------------------------------------------------- | --------------------------- | --- |
| Партія регіонів                                         | 9                           | 75  |
| Народна партія                                          | 1                           | 8,3 |
| Політична партія Всеукраїнське об'єднання «Батьківщина» | 1                           | 8,3 |
| Самовисування                                           | 1                           | 8,3 |

#### За округами
| № округу                                                | Прізвище, ім'я, по батькові    | Дата визнання обраним | Освіта  | Партійна приналежність | Відомості про обраного депутата                      |
| ------------------------------------------------------- | ------------------------------ | --------------------- | ------- | ---------------------- | ---------------------------------------------------- |
| Народна Партія                                          |                                |                       |         |                        |                                                      |
| 3                                                       | Омельченко Олександр Павлович  | 01.11.2010            | вища    | член Народної партії   | пенсіонер                                            |
| Партія регіонів                                         |                                |                       |         |                        |                                                      |
| 1                                                       | Теребун Ольга Іванівна         | 01.11.2010            | середня | член Партії регіонів   | Гужівська сільська рада, секретар ради та виконкому  |
| 2                                                       | Омельченко Ігор Олександрович  | 01.11.2010            | вища    | член Партії регіонів   | суд м. Ічня, судовий розпорядник                     |
| 5                                                       | Капара Микола Іванович         | 01.11.2010            | середня | член Партії регіонів   | ПП «Агро-трейдер», керівник відділу                  |
| 6                                                       | Теребун Микола Іванович        | 01.11.2010            | середня | член Партії регіонів   | Гужіський сільський будинк культури, директор        |
| 7                                                       | Івченко Тетяна Володимирівна   | 01.11.2010            | вища    | член Партії регіонів   | Гужівська загальноосвітня школа І-ІІІ ст., директор  |
| 9                                                       | Фокіна Аліна Віталіївна        | 01.11.2010            | середня | член Партії регіонів   | Гужівський фельдшерсько-акушерський пункт, фельдшер  |
| 10                                                      | Литвиненко Валерій Васильович  | 01.11.2010            | середня | член Партії регіонів   | ПП Агро-трейдер, водій                               |
| 11                                                      | Коломієць Тетяна Станіславівна | 01.11.2010            | середня | член Партії регіонів   | Гужівський дошкільний навчальний заклад, завідувачка |
| 12                                                      | Ялижко Валентина Іванівна      | 01.11.2010            | вища    | член Партії регіонів   | Гужівська загальноосвітня школа І-ІІІ ст., вчитель   |
| Політична партія Всеукраїнське об'єднання «Батьківщина» |                                |                       |         |                        |                                                      |
| 4                                                       | Шут Антоніна Михайлівна        | 01.11.2010            | вища    | позапартійна           | Гужівська загальноосвітня школа І-ІІІ ст., вчитель   |
| Самовисування                                           |                                |                       |         |                        |                                                      |
| 8                                                       | Тарара Наталія Олександрівна   | 01.11.2010            | вища    | позапартійна           | Гужівська загальноосвітня школа І-ІІІ ст., вчитель   |